# Superliga (pallavolo maschile, Russia)
La Superliga è la massima serie del campionato russo di pallavolo maschile: al torneo partecipano sedici squadre di club russe e la squadra vincitrice si fregia del titolo di campione di Russia.

## Albo d'oro
| Dal 1991 al 1994 la competizione è denominata Vysšaja Liga |                       |                       |                       |
| 1992 Dettagli                                              | Avtomobilist          | MGTU Mosca            | Dinamo Moskovskaja    |
| 1992-93 Dettagli                                           | Avtomobilist          | CSKA Mosca            | Dinamo Moskovskaja    |
| 1993-94 Dettagli                                           | CSKA Mosca            | Iskra Odincovo        | Samotlor              |
| 1994-95 Dettagli                                           | CSKA Mosca            | Lokomotiv Belgorod    | Avtomobilist          |
| Dal 1995 al 1996 la competizione è denominata Superliga    |                       |                       |                       |
| 1995-96 Dettagli                                           | CSKA Mosca            | Belogor'e             | Samotlor              |
| 1996-97 Dettagli                                           | Belogor'e             | Izumrud               | CSKA Mosca            |
| Dal 1997 al 1998 la competizione è denominata Superliga A  |                       |                       |                       |
| 1997-98 Dettagli                                           | Belogor'e-Dinamo      | Izumrud               | CSKA Mosca            |
| 1998-99 Dettagli                                           | Izumrud               | Belogor'e-Dinamo      | Iskra Odincovo        |
| Dal 1999 la competizione è denominata Superliga            |                       |                       |                       |
| 1999-00 Dettagli                                           | Belogor'e-Dinamo      | Izumrud               | Iskra Odincovo        |
| 2000-01 Dettagli                                           | MGTU Mosca            | Izumrud               | Iskra Odincovo        |
| 2001-02 Dettagli                                           | Lokomotiv-Belogor'e   | MGTU Mosca            | Dinamo-MGFSO-Olimp    |
| 2002-03 Dettagli                                           | Lokomotiv-Belogor'e   | Iskra Odincovo        | Izumrud               |
| 2003-04 Dettagli                                           | Lokomotiv-Belogor'e   | Dinamo Mosca          | Dinamo Kazan          |
| 2004-05 Dettagli                                           | Lokomotiv-Belogor'e   | Dinamo Mosca          | Dinamo-Tattransgaz    |
| 2005-06 Dettagli                                           | Dinamo Mosca          | Lokomotiv-Belogor'e   | Iskra Odincovo        |
| 2006-07 Dettagli                                           | Dinamo-Tattransgaz    | Dinamo Mosca          | Iskra Odincovo        |
| 2007-08 Dettagli                                           | Dinamo Mosca          | Iskra Odincovo        | Dinamo-Tattransgaz    |
| 2008-09 Dettagli                                           | Zenit-Kazan           | Iskra Odincovo        | Fakel                 |
| 2009-10 Dettagli                                           | Zenit-Kazan           | Lokomotiv-Belogor'e   | Dinamo Mosca          |
| 2010-11 Dettagli                                           | Zenit-Kazan           | Dinamo Mosca          | Lokomotiv-Belogor'e   |
| 2011-12 Dettagli                                           | Zenit-Kazan           | Dinamo Mosca          | Iskra Odincovo        |
| 2012-13 Dettagli                                           | Belogor'e             | Ural                  | Zenit-Kazan           |
| 2013-14 Dettagli                                           | Zenit-Kazan           | Lokomotiv Novosibirsk | Belogor'e             |
| 2014-15 Dettagli                                           | Zenit-Kazan           | Belogor'e             | Dinamo Mosca          |
| 2015-16 Dettagli                                           | Zenit-Kazan           | Dinamo Mosca          | Belogor'e             |
| 2016-17 Dettagli                                           | Zenit-Kazan           | Dinamo Mosca          | Lokomotiv Novosibirsk |
| 2017-18 Dettagli                                           | Zenit-Kazan           | Zenit San Pietroburgo | Dinamo Mosca          |
| 2018-19 Dettagli                                           | Kuzbass               | Zenit-Kazan           | Fakel                 |
| 2019-20 Dettagli                                           | Lokomotiv Novosibirsk | Zenit-Kazan           | Kuzbass               |
| 2020-21 Dettagli                                           | Dinamo Mosca          | Zenit San Pietroburgo | Lokomotiv Novosibirsk |
| 2021-22 Dettagli                                           | Dinamo Mosca          | Lokomotiv Novosibirsk | Zenit-Kazan           |
| 2022-23 Dettagli                                           | Zenit-Kazan           | Dinamo Mosca          | Lokomotiv Novosibirsk |
| 2023-24 Dettagli                                           | Zenit-Kazan           | Dinamo Mosca          | Belogor'e             |
| 2024-25 Dettagli                                           | Zenit-Kazan           | Zenit San Pietroburgo | Belogor'e             |

## Palmarès
| Squadra               | Titolo | Stagione |
| --------------------- | ------ | --- |
| Zenit-Kazan           | 13     | 2006-07, 2008-09, 2009-10, 2010-11, 2011-12, 2013-14, 2014-15, 2015-16, 2016-17, 2017-18, 2022-23, 2023-24, 2024-25 |
| Belogor'e             | 8      | 1996-97, 1997-98, 1999-00, 2001-02, 2002-03, 2003-04, 2004-05, 2012-13                                              |
| Dinamo Mosca          | 4      | 2005-06, 2007-08, 2020-21, 2021-22                                                                                  |
| CSKA Mosca            | 3      | 1993-94, 1994-95, 1995-96                                                                                           |
| Avtomobilist          | 2      | 1992, 1992-93 |
| Lokomotiv-Izumrud     | 1      | 1998-99 |
| MGTU Mosca            | 1      | 2000-01 |
| Kuzbass               | 1      | 2018-19 |
| Lokomotiv Novosibirsk | 1      | 2019-20 |